# Wolfgang Katzer

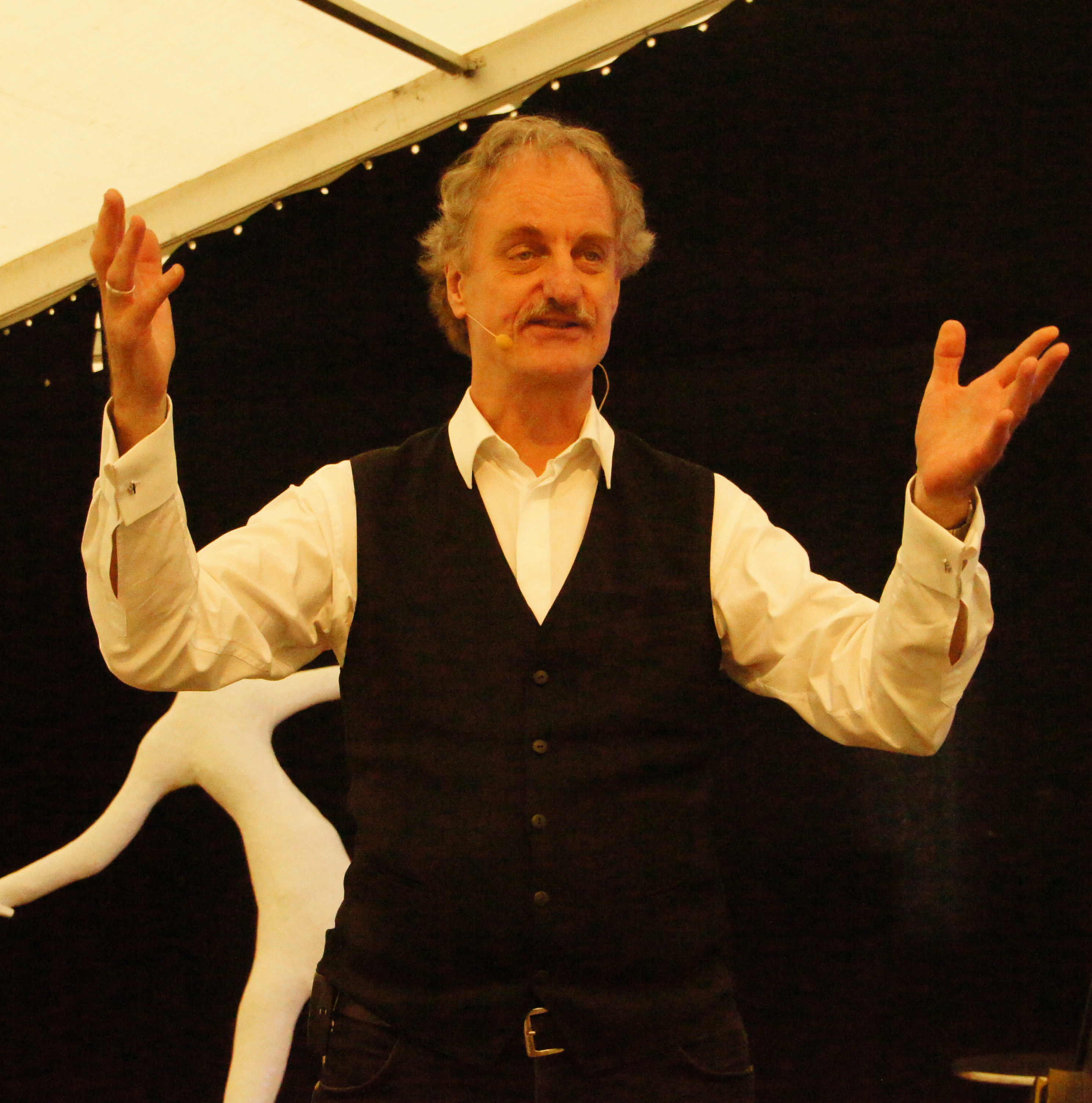
Wolfgang Katzer (2013)

Wolfgang Katzer (* 31. Mai 1950 in Mödling) ist ein österreichischer Schauspieler und Autor.

## Leben
Nach der Matura am Gymnasium Stubenbastei machte Wolfgang Katzer eine Ausbildung zum Pianisten in klassischer Musik sowie Jazzklavier bei Fritz Pauer. An der Universität Wien studierte er Musikwissenschaft sowie Musiktheorie an der Musikhochschule. Nach Ausbildungen am Wiener Reinhardt Seminar bei Samy Molcho und Sprechunterricht an der Wiener Schauspielschule Kraus absolvierte er ausgedehnte Tourneen durch ganz Europa – zuerst als Jazzmusiker, später gemeinsam mit Peter Traxler als kongeniales Musikkomikerduo Muckenstruntz & Bamschabl.
Während seiner Zeit als Musikkomiker veröffentlichte Katzer Satiren, Glossen und Gedichte in Zeitschriften. Nach dem Tod seines Kollegen 2011 wechselte Wolfgang Katzer gänzlich ins schriftstellerische Fach. Er lebt und arbeitet als Autor in Wien.
Wolfgang Katzer hat drei erwachsene Kinder aus erster Ehe und ist in zweiter Ehe mit Katharina Brizić verheiratet.